# Schubbige taaiplaat
De schubbige taaiplaat (Neolentinus lepideus), ook wel dwarsliggerzwam genoemd,  is een schimmel behorend tot de familie Gloeophyllaceae. De zwam leeft saprotroof en veroorzaakt bruinrot, hoofdzakelijk op bewerkt naaldhout, onder meer op spoorbielzen. Soms komt hij voor op dode of levende stammen en stronken van dennen en sparren. In zomer en herfst is de schubbige taaiplaat aan te treffen op zonnige en droge plekken.

## Kenmerken
De vruchtlichamen van Neolentinus lepideus zijn taaie, vlezige plaatzwammen van variabele grootte. De hoed is gewelfd tot verdiept afgevlakt. Hij kan ongeveer 12 cm hoog worden, terwijl de steel ongeveer 8 cm hoog wordt. Het crème tot lichtbruine oppervlak van de hoed is bedekt met concentrisch gerangschikte bleekbruine fijne schubben die naar het midden grover worden. De lamellen zijn wit tot gelig, hebben een grof gezaagde snede en lopen af langs de steel. De wittige steel is bedekt met donkere schubjes onder een wollige velumzone, aan de basis is hij donker gekleurd. De geur is enigszins zoetig, zeer zwak appel-anijsachtig.
De sporen zijn in bulk wit, cilindrisch van vorm en meten 8–12,5 × 3,5–5 µm.

## Habitat en verspreiding
De soort lijkt een kosmopolitische verspreiding te hebben in vooral de gematigde zones van het zuidelijk- en noordelijk halfrond, maar wordt ook regelmatig aangetroffen in Noord-India, Midden-Amerika en Zuid-Afrika. In Europa komt hij voor van het Middellandse Zeegebied tot in Scandinavië.
In Nederland en België is de zwam matig algemeen en staat op de rode lijst in de categorie 'Kwetsbaar'.

## Eetbaarheid
Sommige auteurs kwalificeren Neolentinus lepideus als eetbaar, hoewel het vlees moet worden gekookt om het zachter te maken. De vruchtlichamen kunnen door de plaats waar ze groeien in contact zijn gekomen met gevaarlijke chemicaliën, zoals creosoot.